# گلیسرآلدئید
گلیسرآلدئید (به انگلیسی: Glyceraldehyde) یک آلدوتریوز است یعنی یک مونوساکارید سه کربنی دارای گروه آلدهید است. فرمول شیمیایی آن C3H6O3 است. گلیسرآلدئید ساده‌ترین قند آلدوز است. شیرین، بدون رنگ، جامد و یکی از ترکیبات مهم در متابولیسم کربوهیدرات هاست. واژهٔ گلیسرآلدهید از ترکیب دو واژهٔ آلدئید و گلیسرین می‌آید. گلیسرآلدهید گلیسرینی است که به جای یک هیدروکسی متیلن، دارای یک گروه آلدهید است.

## ساختار گلیسرآلدهید
گلیسرآلدهید دارای یک کربن کایرال است لذا می‌تواند به یکی از دو فرم ایزومر فضایی وجود داشه باشد:
فرم R از واژهٔ لاتین rectus به معنی راست
فرم S از واژهٔ لاتین sinister به معنی چپ
با وجود اینکه چرخش نوری در گلیسرآلدهید برای R مثبت بوده و برای S منفی است، این مورد برای همهٔ مونوساکاریدها صدق نمی‌کند. توجه به این نکته ضروری است که چرخش فضایی مولکول فقط با ساختار آن تعیین شده و چرخش نوری فقط به شکل تجربی و با آزمایش تعیین می‌شود.

## سنتز و نقش بیوشیمیایی گلیسرآلدهید
گلیسرآلدهید در کنار دی هیدروکسی استون، هر دو می‌توانند با اکسید شدن گلیسرول به وجود بیایند. برای مثال این اکسیداسیون می‌تواند با آب اکسیژنه انجام شود. دی هیدروکسی استون که ساده‌ترین کتوز می‌باشد، ایزومر گلیسرآلدهید به شمار می‌رود. تبدیل فرم فسفریلهٔ این دو مونوساکارید ساده به همدیگر توسط آنزیم تریوز فسفات ایزومراز یکی از مراحل اساسی گلیکولیز است.